# Arbaz
Arbaz är en ort och kommun i distriktet Sion i kantonen Valais, Schweiz. Kommunen har 1 462 invånare (2023).